# Frol Romanowitsch Koslow
Frol Romanowitsch Koslow (russisch Фрол Романович Козлов; * 5. Augustjul. / 18. August 1908greg. in Loschtschinino bei Kassimow, Gouvernement Rjasan; † 30. Januar 1965 in Moskau) war ein sowjetischer Politiker. 

## Biografie

### Aufstieg
Koslow stammte aus einer kleinbäuerlichen Familie. Mit 18 Jahren wurde er 1926 Mitglied der WKP (B). Er absolvierte das Leningrader Polytechnische Institut, wurde bald darauf Parteifunktionär und machte dort rasch Karriere: 1940 bis 1944 Sekretär des Stadtkomitees von Ischewsk, 1944 bis 1947 im Apparat des Zentralkomitees der WKP (B), 1947 bis 1949 Zweiter Sekretär im Gebietskomitees von Kuibyschew, 1949 bis 1952 Sekretär des Leningrader Stadtkomitees, 1952 bis 1953 Zweiter Sekretär und 1953 bis 1957 Erster Sekretär des Komitees der Oblast Leningrad. 1952 wurde er mit 44 Jahren Mitglied im Zentralkomitee der KPdSU. Es folgte ein steiler Aufstieg in die Führungsebenen von Partei und Regierung.

### Im Zentrum der Macht
1957 wurde der Leningrader Parteichef Koslow Kandidat des Politbüros und im selben Jahr zum Vollmitglied in das höchste politische Gremium des Landes, das Präsidium der KPdSU gewählt, und zwar für die Zeit vom 29. Juni 1957 bis zum 16. November 1964. Vom 31. März 1958 bis zum 4. Mai 1960 war er zudem Erster Stellvertretender Ministerpräsident der UdSSR im Kabinett von Nikita Chruschtschow. In der Regierung war er zuständig für den Komplex der Industrie. 1960 löste er Alexei Kiritschenko als Sekretär des Zentralkomitees der Partei ab und war verantwortlich für die wichtigen Kader- (Personal) und Organisationsfragen der Partei. 
Die Politik der Abwendung von China trug der konservative Koslow nur sehr bedingt mit. Auch einer liberaleren Haltung (Tauwetter) gegenüber den Schriftstellern und Künstlern stand er skeptisch gegenüber. Er war, so wie Leonid Breschnew und Michael Suslow, dem konservativen Flügel der Partei zuzuordnen.

### Ein möglicher Nachfolger von Nikita Chruschtschow
Nach dem XXII. Parteitag der KPdSU im Oktober 1961 rückte er in der Rangfolge auf die zweite Stelle, unmittelbar hinter Chruschtschow, sowohl als Parteisekretär wie in der Regierung. De facto war er der Zweite Sekretär in der Partei. Koslow war bis 1963 der „Kronprinz“, wie es hieß, der aussichtsreichste Bewerber für die Nachfolge des 69 Jahre alten Nikita Chruschtschows als Erster Sekretär der KPdSU. Am 10. April 1963 erlitt er jedoch einen Schlaganfall, von dem er sich nicht mehr erholte. Er verlor 1964 dadurch seine verschiedenen Ämter und verstarb 1965.

Nun konnte sich Breschnew verstärkt in der Partei durchsetzen und 1964 Nachfolger Chruschtschows werden.

## Ehrungen
- Vier Leninorden
- Orden des Vaterländischen Krieges
- Zwei Orden des Roten Banners der Arbeit
- Orden des Roten Sterns
- Seine Urne wurde an der Kremlmauer in Moskau beigesetzt.